# ديلون فورنير
ديلون فورنير هو لاعب هوكي الجليد كندي، ولد في 15 يونيو 1994 في دورفال في كندا.

## وصلات خارجية
- ديلون فورنير على موقع دوري الهوكي الوطني (الإنجليزية)
- ديلون فورنير على موقع EliteProspects.com (الإنجليزية)
- ديلون فورنير على موقع HockeyDB.com (الإنجليزية)
- ديلون فورنير على موقع Hockey-Reference.com (الإنجليزية)